# NGC 3214
NGC 3214 é uma galáxia espiral (S0-a) localizada na direcção da constelação de Ursa Major. Possui uma declinação de +57° 02' 20" e uma ascensão recta de 10 horas, 23 minutos e 08,7 segundos.
A galáxia NGC 3214 foi descoberta em 9 de Março de 1874 por Ralph Copeland.